# Wyldwood
Wyldwood és una concentració de població designada pel cens dels Estats Units a l'estat de Texas. Segons el cens del 2000 tenia 2.310 habitants.

## Demografia
Segons el cens del 2000, Wyldwood tenia 2.310 habitants, 835 habitatges, i 646 famílies. La densitat de població era de 74 habitants per km².
Dels 835 habitatges en un 35,7% hi vivien nens de menys de 18 anys, en un 61,9% hi vivien parelles casades, en un 11,5% dones solteres, i en un 22,6% no eren unitats familiars. En el 16,9% dels habitatges hi vivien persones soles el 4,1% de les quals corresponia a persones de 65 anys o més que vivien soles. El nombre mitjà de persones vivint en cada habitatge era de 2,77 i el nombre mitjà de persones que vivien en cada família era de 3,11.
Per edats la població es repartia de la següent manera: un 27% tenia menys de 18 anys, un 8,1% entre 18 i 24, un 29,2% entre 25 i 44, un 26,3% de 45 a 60 i un 9,4% 65 anys o més.
L'edat mediana era de 37 anys. Per cada 100 dones de 18 o més anys hi havia 97,9 homes.
La renda mediana per habitatge era de 57.333 $ i la renda mediana per família de 61.088 $. Els homes tenien una renda mediana de 40.500 $ mentre que les dones 28.097 $. La renda per capita de la població era de 20.217 $. Aproximadament el 4,3% de les famílies i el 4,8% de la població estaven per davall del llindar de pobresa.

## Poblacions més properes
El següent diagrama mostra les poblacions més properes.